# سی‌پی آل
سی‌پی آل (انگلیسی: CP All) شرکت خرده‌فروشی تایلندی است، که در سال ۱۹۸۸ توسط کرون پوکفند تأسیس شد.